# Гигин (папа римский)
Гигин (лат. Hyginus) (? — 140) — епископ Рима с 5 января 136 года по 11 января 140 года.

## Биография
Согласно Liber Pontificalis, Гигин был греком родом из Афин. Источник также утверждает, что он ранее был философом, что, вероятно, основано на сходстве его имени с именами двух латинских философов. Считается, что Гигин установил окончательное деление священнослужителей по степеням иерархии, а также ввёл обычай крестничества. Память у римокатоликов совершается 11 января.
Ириней Лионский говорит, что гностик Валентин прибыл в Рим во время правления Гигина и оставался там до понтификата Аникета. Кердон, другой гностик и предшественник Маркиона, также жил в Риме в правление Гигина. Он признал свои ошибки и смог вернуться в лоно Церкви, но в конце концов опять впал в ересь и был отлучен от Церкви. Что из этих событий произошло во время Гигина, неизвестно.
Источники не содержат информации о том, что Гигин умер мучеником. Он был похоронен на Ватиканском холме, рядом с могилой святого Петра.
Сохранились три письма, приписываемых Гигину.